# Kuromitsu
Kuromitsu (黒蜜) é um xarope de açúcar japonês, literalmente "mel negro". É semelhante ao melaço, mas é mais fino e suave. 

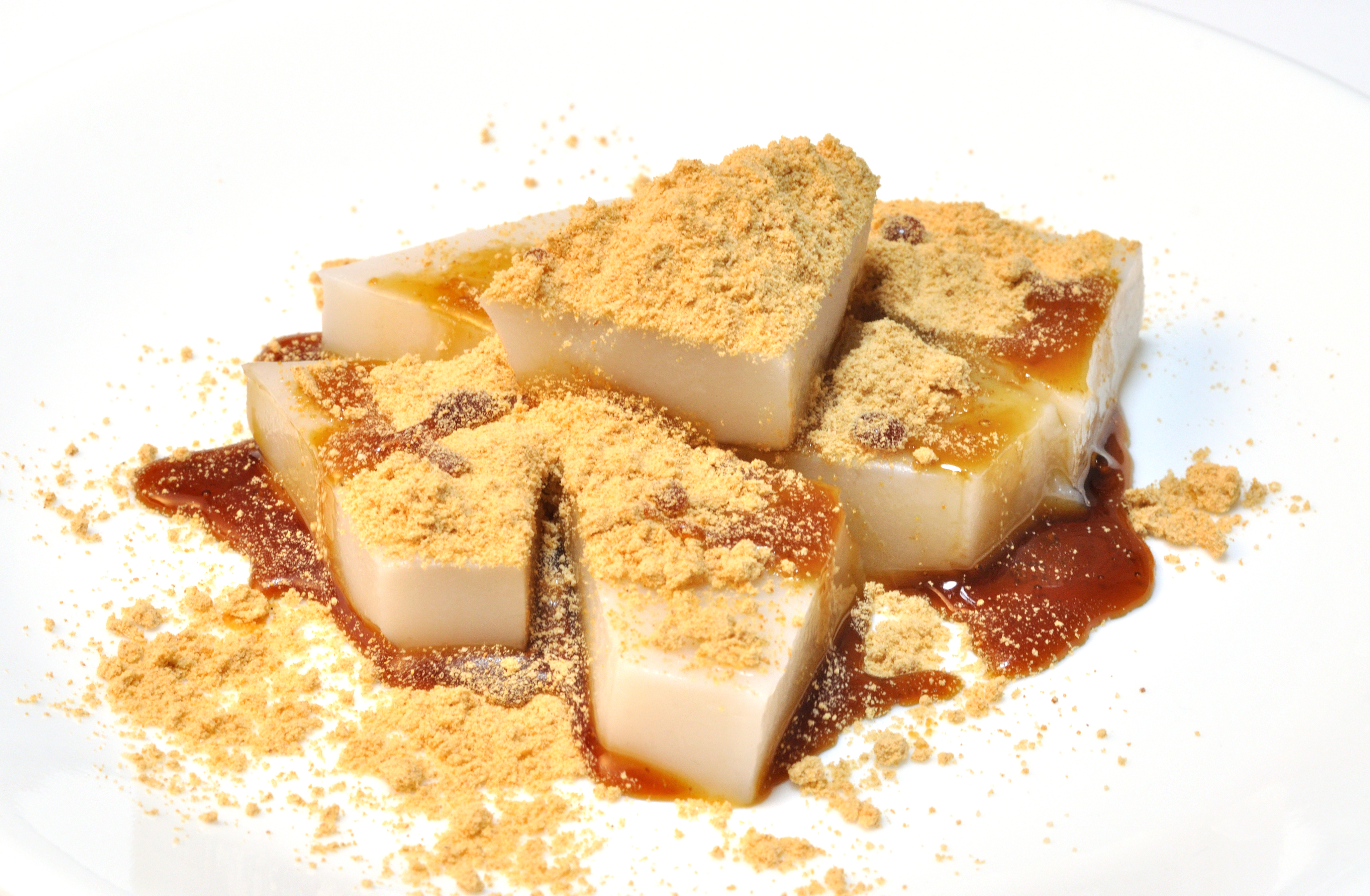
kuzumochi com kuromitsu e kinako

É tipicamente feito de kokutô, e é um ingrediente principal em vários doces japoneses. É um dos ingredientes usados no preparo do wagashi, e frequentemente consumido com kuzomochi, frutas, sorvete, panquecas, etc.